# Drammen
Drammenⓘ ist eine Kommune im norwegischen Fylke Buskerud. Die Kommune hat 105.452 Einwohner (Stand: 1. Januar 2025) und ist rund 40 Kilometer von Oslo entfernt. Verwaltungssitz ist die gleichnamige Stadt Drammen.

## Geografie

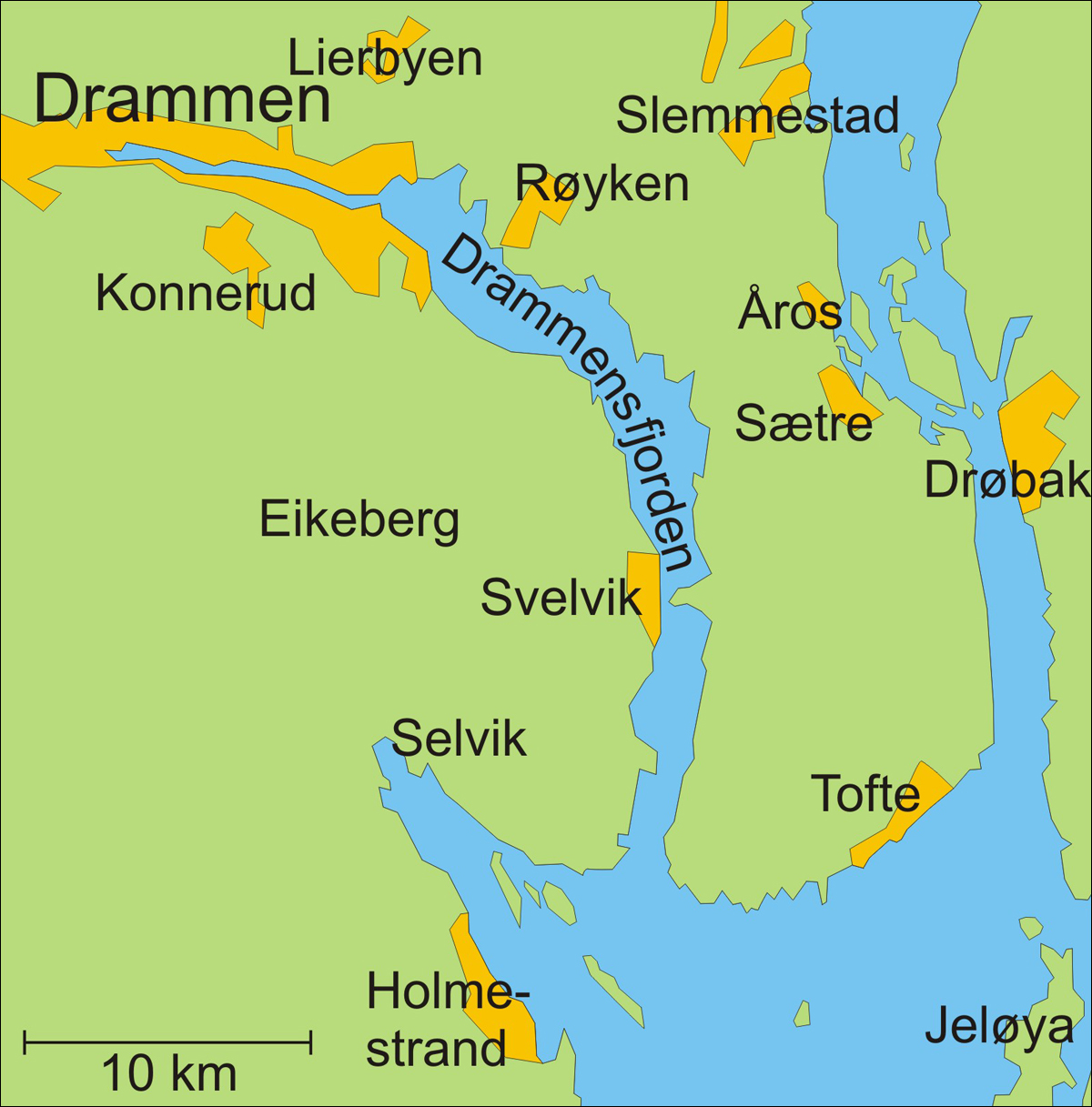
Karte der Region Drammen

Die Kommune Drammen liegt südwestlich der Stadt Oslo, westlich des Drammensfjords, einem westlichen Arm des Oslofjords. Das Zentrum der Stadt Drammen befindet sich am inneren Fjordende, die Kommune erstreckt sich von dort noch weiter ins Landesinnere. Die Gegend ist Teil der Metropolregion um Oslo, eines der am schnellsten wachsenden Gebiete Norwegens.
In Drammen mündet die Drammenselva in den Drammensfjord. Im Mündungsgebiet liegt die Insel Holmen. Der Fluss entspringt weiter nordwestlich in der Kommune Modum dem See Tyrifjorden. Die Kommune Drammen grenzt im Nordosten an die Kommune Lier. Die Ostgrenze zu Asker verläuft vollständig im Drammensfjord. Im Süden besteht eine Grenze zu Holmestrand im Nachbarfylke Vestfold. Des Weiteren grenzt Drammen an Øvre Eiker im Westen sowie in einem Punkt im See Glitre im Norden von Drammen an Modum. Die Gesamtfläche der Kommune beträgt 317,61 km², wobei Binnengewässer zusammen 12,52 km² ausmachen.
Im Norden und Süden schließen sich an die Drammenselva, die durch das Tal Drammensdalen fließt, ein Waldgebiet an. Dieses trägt den Namen Drammensmarka. Dort werden an mehreren Punkten Höhen von über 500 moh. erreicht. Die Erhebung Trettekollen auf der Nordgrenze zu Lier stellt mit einer Höhe von 607,28 moh. den höchsten Punkt der Kommune Drammen dar.

## Einwohner

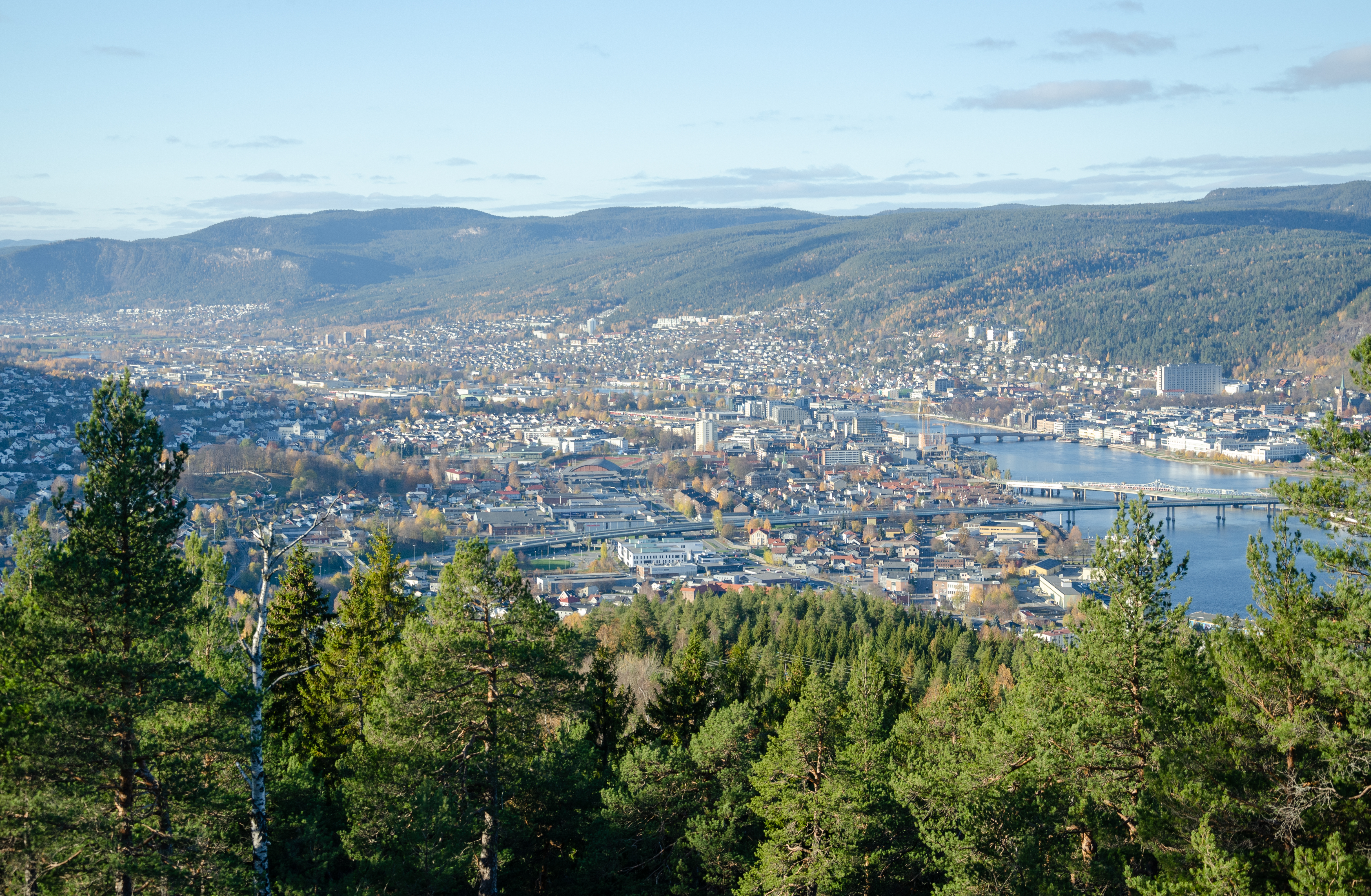
Blick auf die Stadt Drammen

Das Zentrum der Stadt Drammen liegt bei der Mündung der Drammenselva in den Drammensfjord. Vom Zentrum aus erstreckt sich die Stadt auf beiden Uferseiten entlang der Drammenselva in den Westen, entlang des Drammensfjord Richtung Osten sowie entlang der Bahnstrecke Vestfoldbanen und der Europastraße 18 in den Süden. Drammen ist die Kommune mit den meisten Einwohnern im Fylker Buskerud. Seit dem Ende des Zweiten Weltkriegs stieg die Einwohnerzahl – mit einer Ausnahme in den 1970er-Jahren – kontinuierlich an. Da sich die Stadt Drammen über die Grenzen der Kommune hinaus erstreckt, hat sie mehr Einwohner als die Kommune selbst.
In der Kommune liegen mehrere sogenannte Tettsteder, also mehrere Ansiedlungen, die für statistische Zwecke als eine städtische Siedlung gewertet werden. Diese sind Drammen mit 95.770 der insgesamt 124.540 Einwohner des Tettsteds, Berger mit 1090 der insgesamt 1095 Einwohner des Tettsteds, Svelvik mit 4104 der insgesamt 4235 Einwohner des Tettsteds und Nesbygda mit 1036 Einwohnern (Stand: 1. Januar 2024).
Die Einwohner der Gemeinde werden Drammensar oder Drammenser genannt. Drammen hat weder Nynorsk noch Bokmål als offizielle Sprachform, sondern ist in dieser Frage neutral.
| Jahr          | 1986   | 1990   | 1995   | 2000   | 2005   | 2010   | 2015   | 2020    | 2025    |
| ------------- | ------ | ------ | ------ | ------ | ------ | ------ | ------ | ------- | ------- |
| Einwohnerzahl | 74.534 | 76.705 | 78.091 | 81.602 | 85.111 | 91.719 | 97.771 | 101.386 | 105.452 |

## Geschichte

### Stadtgeschichte
Grundlage für die Entwicklung der Stadt Drammen lieferte die Drammenselva und die Flößerei. Ein Brief, der auf den 17. Juni 1340 datiert ist, liefert die erste Quelle, in der die Flößerei an der Mündung der Drammenselva erwähnt wird. Im 13. Jahrhundert waren bereits beide Uferseiten der Drammenselva besiedelt. An den Wasserfällen in der Gegend wurden Sägewerke erbaut. Der Hafen von Drammen war im 16. Jahrhundert der für den Holzhandel wichtigste Hafen Norwegens. Im Jahr 1715 erhielten die beiden heutigen Stadtteile Bragernes und Strømsø Stadtrechte (Kjøpstad). Im Jahr 1811 wurden die beiden Städte zur Stadt Drammen zusammengelegt. Gegen Ende des 19. Jahrhunderts nahm die Bedeutung der Holzbearbeitung im Vergleich zum reinen Holzhandel zu. Diese führte zur wirtschaftlichen Hochzeit Drammens, die von rund 1900 bis 1920 andauerte. Anschließend begann die Bedeutung des Holzes zurückzugehen, in den 1970er-Jahren gab es schließlich fast keine Holzbetriebe entlang der Drammenselva mehr.

### Eingemeindungen
Die Kommune Drammen entstand im Rahmen der Einführung der lokalen Selbstverwaltung im Jahr 1837. Zum Beginn des Jahres 1870 gingen ein von 2135 Personen bewohntes Gebiet der Nachbarkommune Lier sowie ein von 1363 Personen bewohntes Gebiet der Kommune Skoger an Drammen über. Zum 1. Juli 1951 folgte ein weiterer Teil von Lier. Von dieser Eingemeindung waren 2719 Personen betroffen. Im Jahr 1961 kam es erneut zu einer kleineren Grenzänderung zwischen Lier und Drammen, bei der 49 neue Einwohner zu Drammen hinzukamen. Zum 1. Januar 1964 wurde die Kommune Skoger nach Drammen eingemeindet. Skoger, das dem Fylke Vestfold angehörte, brachte 14.672 Einwohner nach Drammen ein. Drammen hatte zuvor 31.478 Einwohner.
Zum 1. Januar 2020 wurden im Rahmen der landesweiten Kommunalreform die beiden Kommunen Nedre Eiker und Svelvik Teil von Drammen. Nedre Eiker gehörte zuvor wie Drammen bereits dem Fylke Buskerud an, Svelvik dem Fylke Vestfold. Nach der landesweiten Regionalreform gehörte Drammen von 2020 bis 2023 zum Fylke Viken.

## Wirtschaft und Infrastruktur

### Verkehr

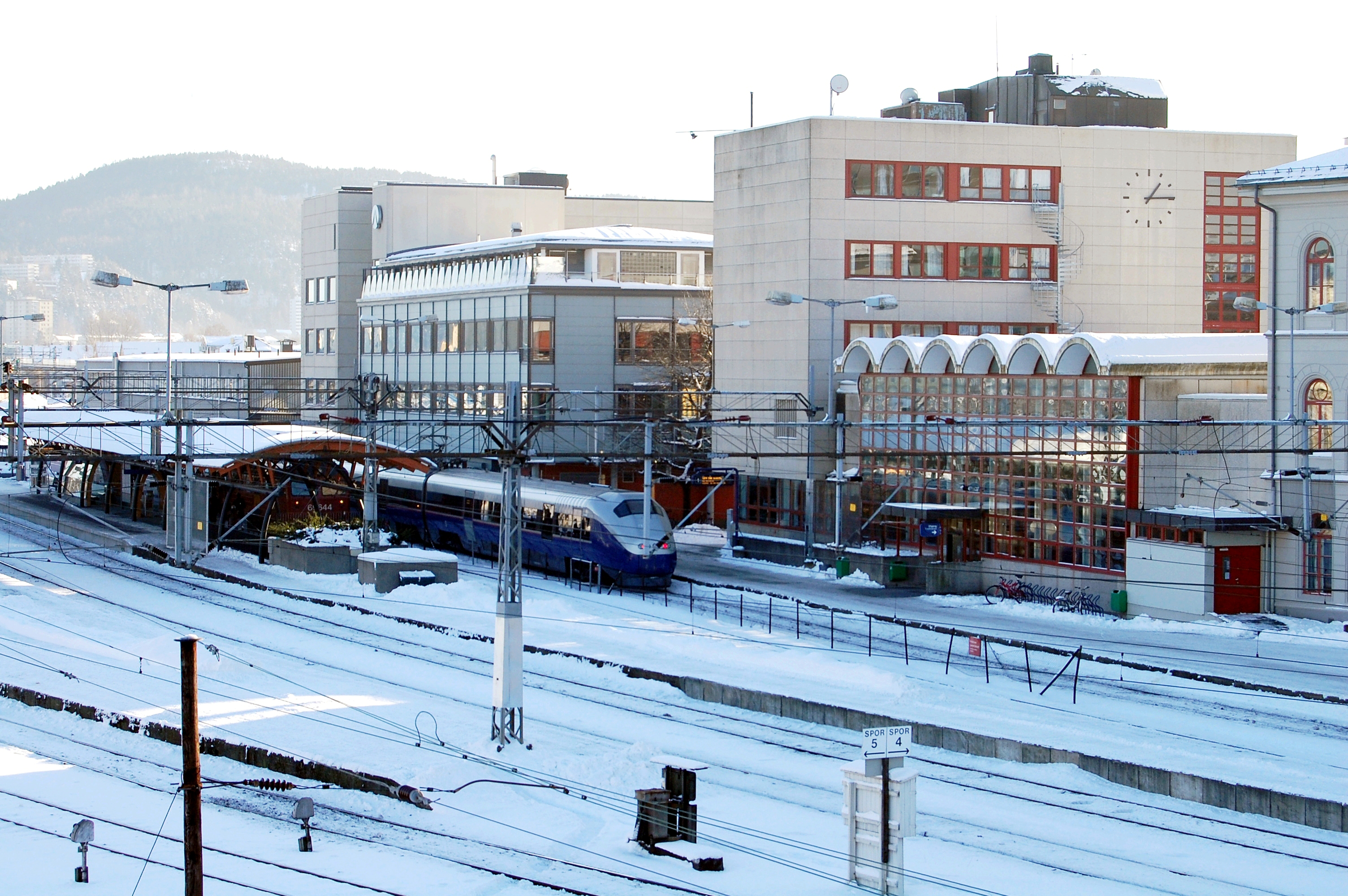
Bahnhof Drammen

Durch Drammen führen mehrere Hauptverkehrsadern. Die Europastraße 18 (E18) stellt Richtung Nordosten die Verbindung nach Oslo her und Richtung Süden unter anderem nach Porsgrunn/Skien. In den Ost-West-Richtung führt die Europastraße 134 (E134) durch Drammen. Sie führt nach Hokksund in den Westen, bevor sie in den Süden abknickt und unter anderem nach Kongsberg führt. In Ost-Richtung führt sie auf die andere Seite des Oslofjords.
Der Bahnhof von Drammen ist rund 42 Kilometer vom Osloer Hauptbahnhof, Oslo S, entfernt und wurde 1866 erbaut. Die Drammenbanen stellt die Verbindung zwischen Oslo und Drammen her. Die Vestfoldbanen verbindet Drammen mit Skien. Die Randsfjordbanen führt von Drammen zunächst in den Westen nach Hokksund, einem weiteren Knotenpunkt, und von dort weiter in den Norden. Insgesamt sind von Drammen aus mit der Eisenbahn zahlreiche Städte in Südnorwegen wie Stavanger, Kristiansand, Arendal, Bergen, Skien, Oslo, Lillehammer, Hamar, Eidsvoll und Kongsberg zu erreichen.

### Wirtschaft
Drammen war lange eine Industriestadt, heute überwiegen aber die Arbeitsplätze in der öffentlichen Verwaltung und dem Dienstleistungssektor. Im Jahr 1980 waren noch 27 Prozent der Arbeitsplätze in Drammen in der Industrie verortet. Bis 2015 sank dieser Wert auf sechs Prozent. Die bedeutendste Industriebranche ist die mechanische Industrie, die für mehr als die Hälfte der Industriearbeitsplätze der Kommune sorgt. Insbesondere über Autoimporte am Hafen von Drammen, entstanden mehrere Großhändler entlang der Drammenselva. Im Bereich der Landwirtschaft ist der Anbau von Getreide sowie das Nutzen der Fläche als Weiden verbreitet. Von wirtschaftlicher Bedeutung ist auch der Tourismus, der insbesondere in der Wintersaison viele Menschen nach Drammen bringt. In der Kommune befinden sich zwei Alpinskistätten. Die Wärmepumpe Drammen versorgt einen großen Teil der Innenstadt mit Fernwärme. Ein Teil der Energie wird dazu aus dem Drammensfjord entnommen.
Viele Personen aus der Region Drammen pendeln in andere Kommunen. Im Jahr 2021 arbeiteten von rund 50.600 Arbeitstätigen aus der Kommune Drammen nur etwa 28.100 in Drammen selbst. Jeweils über 1000 Personen pendelten in die Kommunen Oslo, Lier, Asker, Bærum, Øvre Eiker und Kongsberg. Zugleich pendelten jeweils über 1000 Personen aus Øvre Eiker, Lier, Asker, Holmestrand und Oslo nach Drammen, wo insgesamt rund 46.200 Arbeitsplätze existierten.

## Name und Wappen
Das Wappen zeigt in Blau eine silberne Säule, vor der ein silberner Degen und ein Schlüssel die Form eines Andreaskreuzes bilden, der Schlüsselbart nach rechts außen gewendet. Im Schildfuß sind silberne Kugeln abgebildet. Das Wappen ist seit 1960 das offizielle Wappen der Kommune.
Der Name der Stadt leitet sich vom altnordischen Namen Drafn ab. Dieser Name wurde ursprünglich für den inneren Abschnitt des Drammensfjords genutzt, der in mittelalterlichen Quellen noch als See angesehen wird. Der Name Drafn wiederum stammt möglicherweise von Drǫfn ab, dem altnordischen Namen der Drammenselva. Erst, nachdem Bragernes und Strømsø als Städte heranwuchsen, begann man damit, die beiden Orte gemeinsam als Drammen zu bezeichnen. Im Jahr 1811 wurde Drammen der neue Name der Stadt, die aus der Fusionierung von Bragernes und Strømsø entstand.

## Kirchen

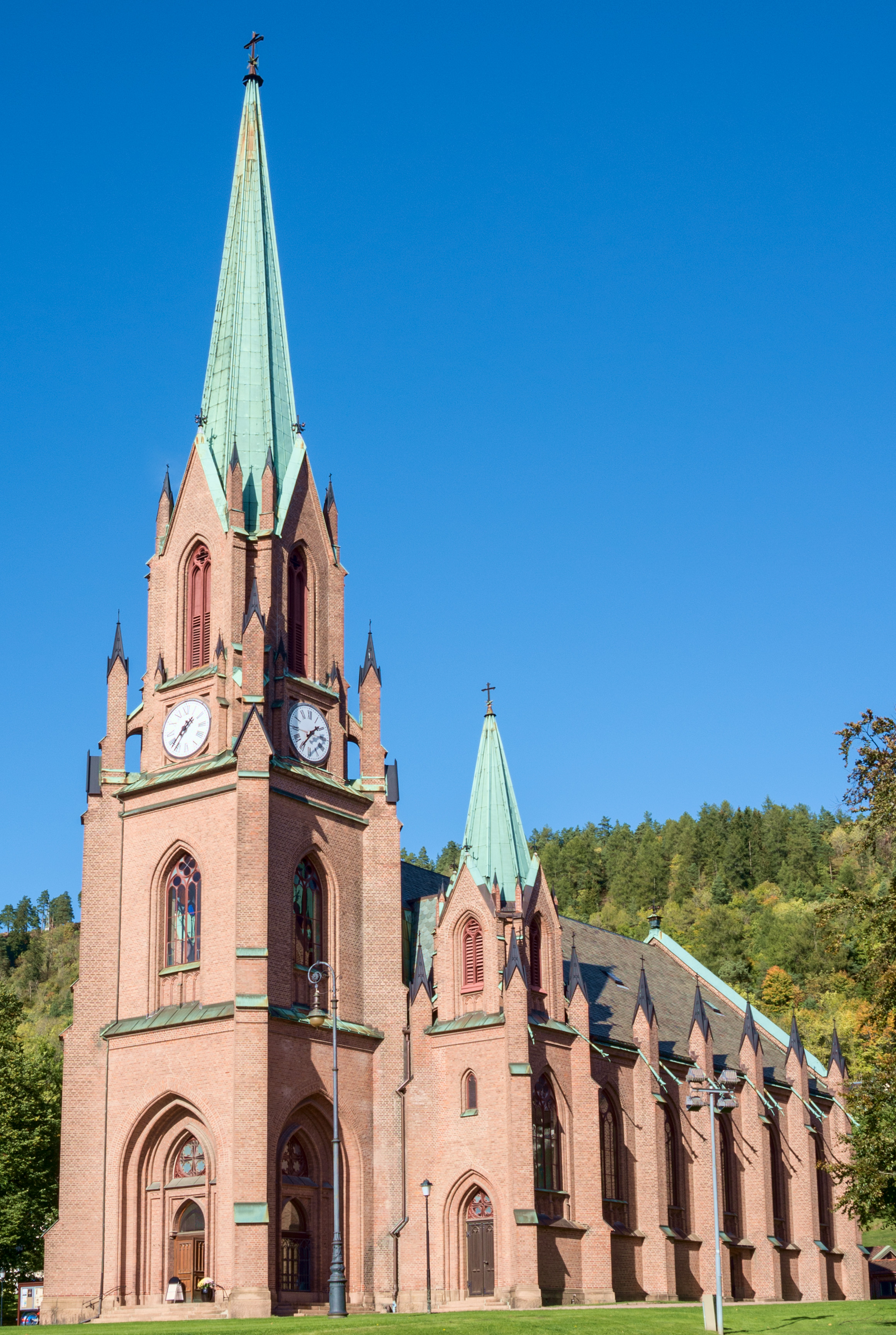
Bragernes kirke

In der Kommune Drammen liegen zahlreiche Kirchen. Die Bragernes kirke ist eine Kirche aus dem Jahr 1871 im neugotischen Stil. Sie hat rund 850 Sitzplätze. Eine weitere Kirche in der Stadt Drammen ist die Strømsø kirke. Die Kirche wurde in Holz erbaut und sie hat einen kreuzförmigen Grundriss. Das Gebäude wurde im Jahr 1667 fertiggestellt. Der aus Deutschland stammende Architekt Heinrich Ernst Schirmer lieferte den Entwurf für die Tangen kirke. Diese wurde im Jahr 1854 eingeweiht.
In Svelvik steht die Svelvik kirke aus dem Jahr 1859. Die Nedre Eiker kirke ist eine Holzkirche in Nedre Eiker aus dem Jahr 1860. In der Ortschaft Berger steht die Berger kirke. Die Holzkirche wurde 1895 eingeweiht. Durch den Architekten Henrik Thrap-Meyer entworfen wurde die Skoger kirke. Die Kirche mit 500 Sitzplätzen wurde 1885 fertiggestellt. Sie ersetzte die Skoger gamle kirke, die mit 100 Sitzplätzen zu klein geworden war. Die alte Kirche wurde zu Beginn des 13. Jahrhunderts erbaut. Auch in Konnerud befinden sich zwei Kirchen: Die Holzkirche Konnerud gamle kirke aus dem Jahr 1858 sowie die neuere Konnerud kirke aus dem Jahr 1996. Weitere Kirchen in der Kommune sind die Strømsgodset kirke (1843), die Åssiden kirke (1967), die Mjøndalen kirke (1983) und die Fjell kirke (1984).

## Sport
Sportliches Aushängeschild der Stadt ist der Handballverein Drammen HK, der 1997 und 2007 die Norwegische Meisterschaft und als erstes norwegisches Team einen Europapokal gewann. Der Verein trägt seine Heimspiele in der Drammenshallen aus. Der derzeit erfolgreichste Fußballklub der Stadt, Strømsgodset IF, spielt mit seiner ersten Mannschaft in der Tippeligaen, der höchsten Spielklasse des Landes. Er wurde 2013 norwegischer Meister.
Seit 2003 finden in Drammen auch regelmäßig Sprintrennen des Skilanglauf-Weltcups statt. Der Gjerpenkollen besteht aus mehreren Sprungschanzen. Die Veranstaltungen sind große Volksfeste und ziehen 20.000–40.000 Zuschauer an.
Wenige Kilometer von Drammen entfernt, in Tranby i Lier, lag die vom NMK Drammen betriebene Rallycross-Rennstrecke Lyngås Motorbane (auch als Lyngåsbanen bekannt), auf der zwischen 1980 und 2004 alljährlich vor bis zu 20.000 Zuschauern Norwegens Wertungslauf zur FIA Rallycross-Europameisterschaft stattfand. Nach der Schließung der Rennstrecke 2013 wurde von der Familie Lyngås auf dem Gelände ein Recyclinghof gebaut.

## Sehenswürdigkeiten

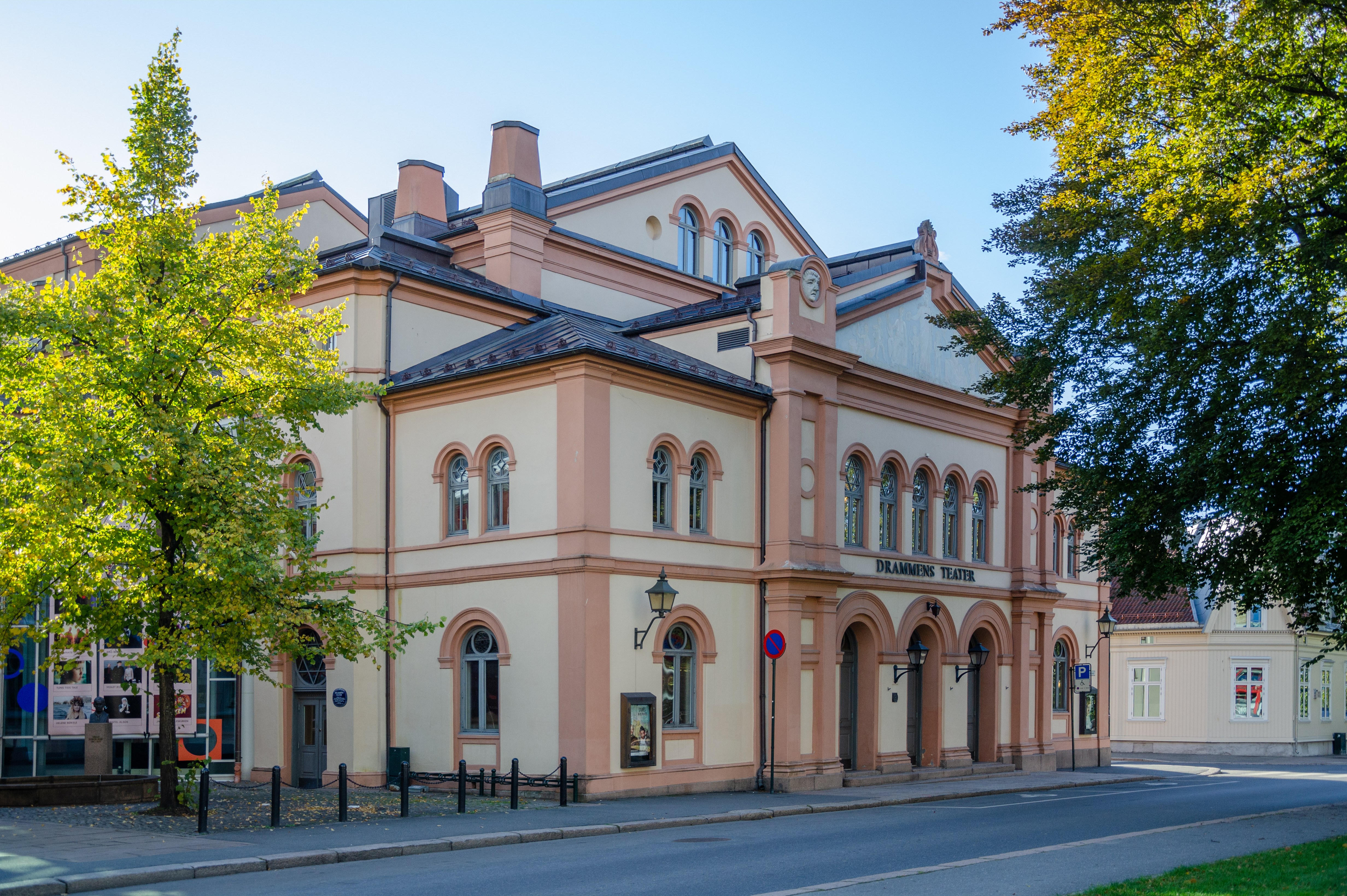
Theater von Drammen

Sehenswert sind der 200 Meter hohe Aussichtsberg Spiralen, mit dem Spiraltunnel, einem in Form eines Korkenziehers in den Berg gesprengten Tunnel von 1650 Meter Länge, das Bezirksmuseum, das Theater von 1870 sowie das Rathaus und die Kirche, beide aus dem Jahre 1871.

## Persönlichkeiten
Bekannte in Drammen geborene Personen sind unter anderem der Biathlet und Olympiasieger Ole Einar Bjørndalen sowie die beiden ehemaligen norwegischen Ministerpräsidenten Thorbjørn Jagland und Lars Korvald.

## Städtepartnerschaften
Drammen hat vier nordische Partnerstädte:
- Örebro, Schweden
- Kolding, Dänemark
- Lappeenranta, Finnland
- Stykkishólmur, Island